# Sorex stizodon
La musaraña de San Cristóbal (Sorex stizodon) es una especie de musaraña de la familia Soricidae es endémica de México.